# Galería Militar del Palacio de Invierno

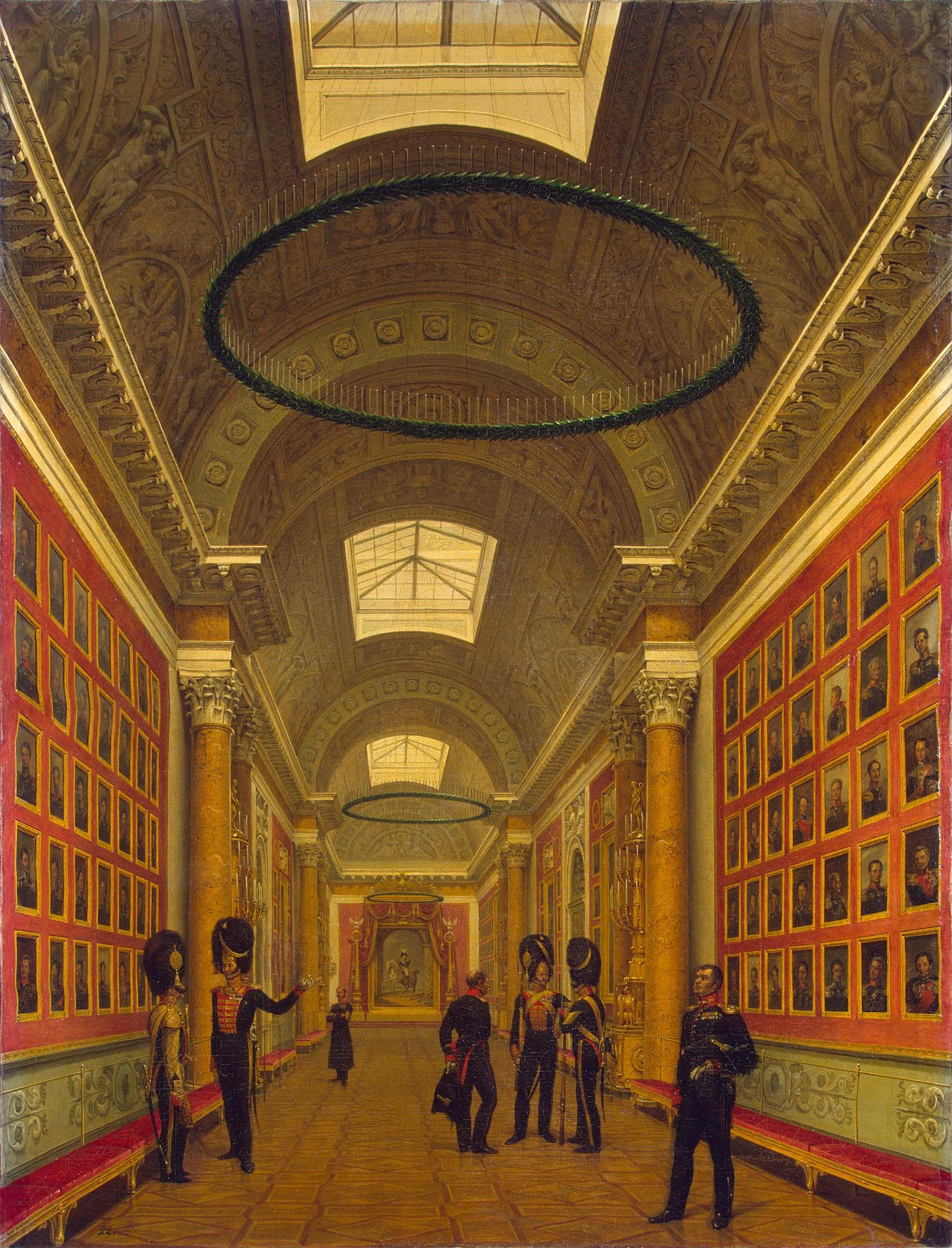
La Galería Militar del Palacio de Invierno, pintado por Grigory Chernetsov, 1827.

La Galería Militar (en ruso: Военная галерея) es una galería del Palacio de Invierno en San Petersburgo, Rusia. La galería es el emplazamiento para 332 retratos de generales que tomaron parte en la Guerra Patriótica de 1812. Los retratos fueron pintados por George Dawe y sus asistentes rusos Alexander Polyakov (1801-1835), un siervo, y Wilhelm August Golicke.
La sala con bóveda de cañón iluminada desde arriba donde se aloja la galería fue diseñada por el arquitecto Carlo Rossi y construida entre junio y noviembre de 1826. Reemplazó a varias habitaciones pequeñas en el centro del bloque principal del Palacio de Invierno, entre el Salón Blanco del Trono y el Gran Salón del Trono, a unos pocos pasos de la iglesia del palacio. La galería fue inaugurada en una ceremonia solemne el 25 de diciembre de 1826.

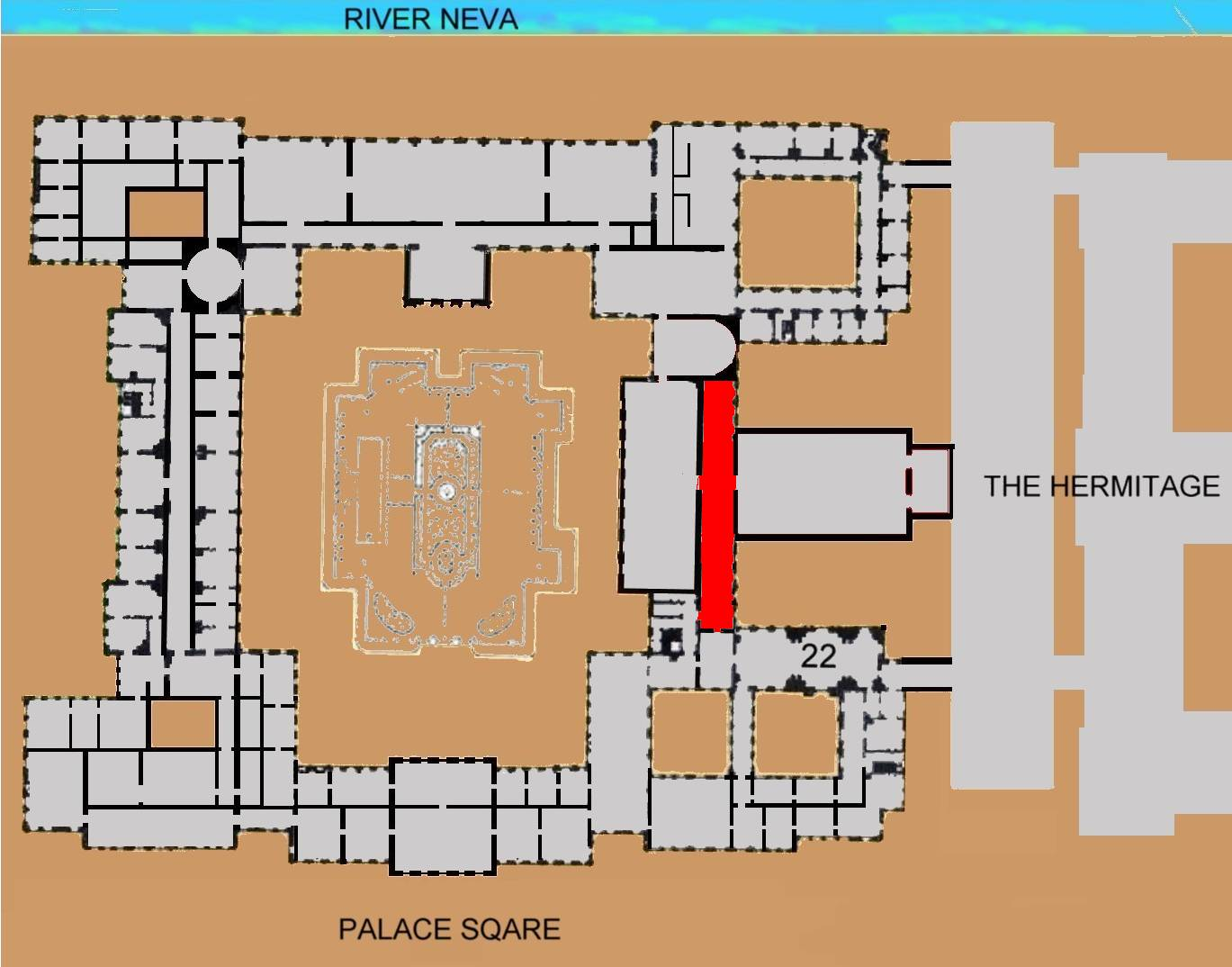
Plano mostrando la localización de la Galería Militar dentro del palacio.

Menos de diez años después de su finalización, fue destruida por un incendio en 1837. El fuego ardió lentamente y los retratos de Dawe pudieron salvarse de las llamas. El arquitecto Vasily Stasov recreó el salón exactamente como había sido antes.
Como cadete del Colegio de Caballería Nicolás, Vladimir Littauer fue destinado en 1912 a hacer la guardia nocturna en la Galería Militar. Describe la experiencia como inquietante, de pie bajo las columnas de retratos en el "enorme salón" iluminado solo por una sola bombilla sobre un grupo de pancartas. El aislamiento del solitario centinela fue enfatizado por los dos o tres minutos de pasos que podían oírse en los pasillos antes de que llegara el guardia de reemplazo en la galería.
Durante la era soviética, la colección de la galería fue reforzada por cuatro retratos de Granaderos del Palacio, la unidad ceremonial especial creada en 1827 a partir de veteranos de la Guerra Patriótica de 1812 para guardar el edificio entero. Los retratos también fueron pintados por George Dawe, en 1828. Más recientemente, la galería adquirió dos pinturas por Peter von Hess de la década de 1840.
En la actualidad, como parte del Museo del Hermitage, esta sala conserva su decoración original.

Monarcas
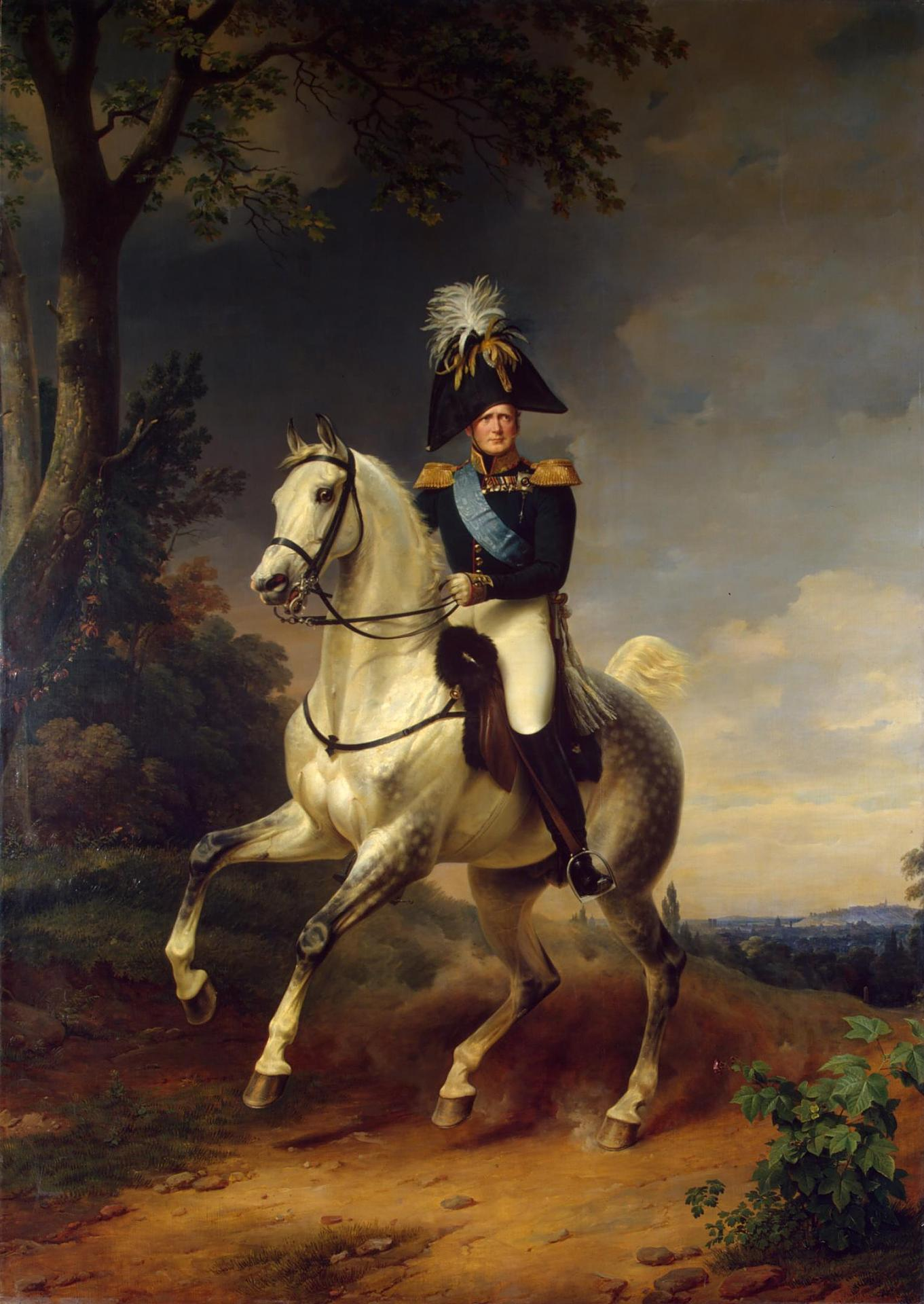
Alejandro I de Rusia
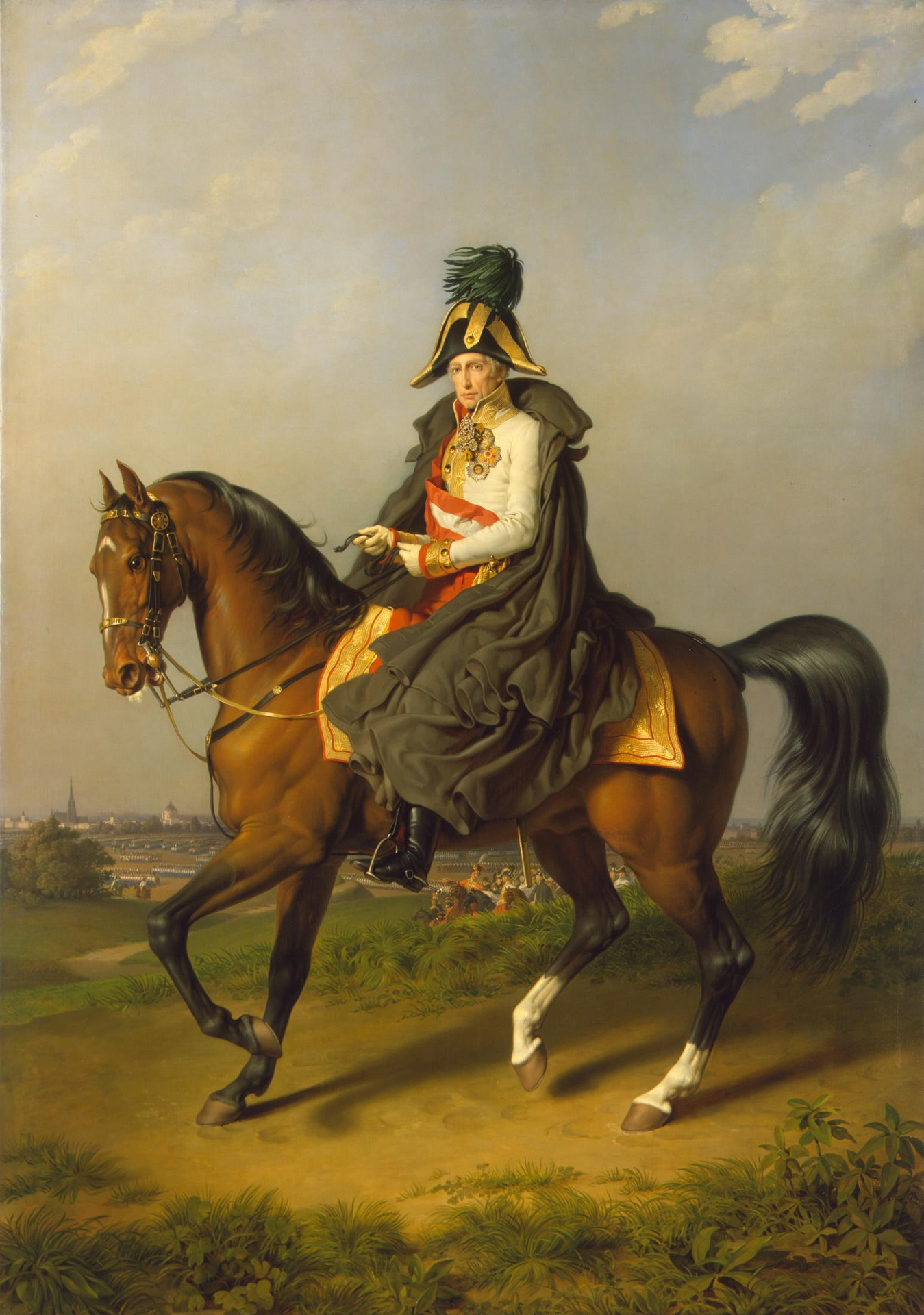
Francisco II de Austria
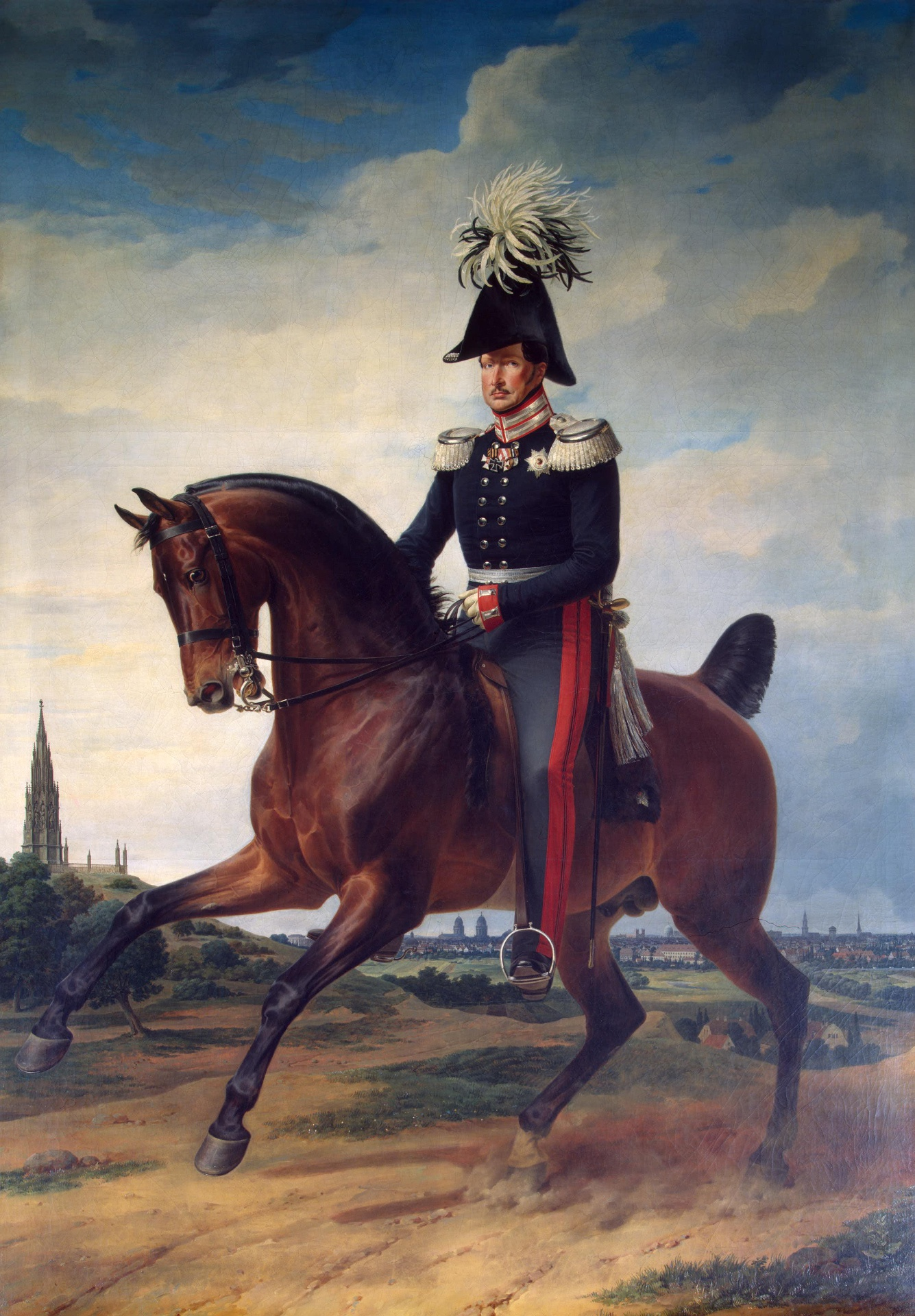
Federico Guillermo III de Prusia

Generales
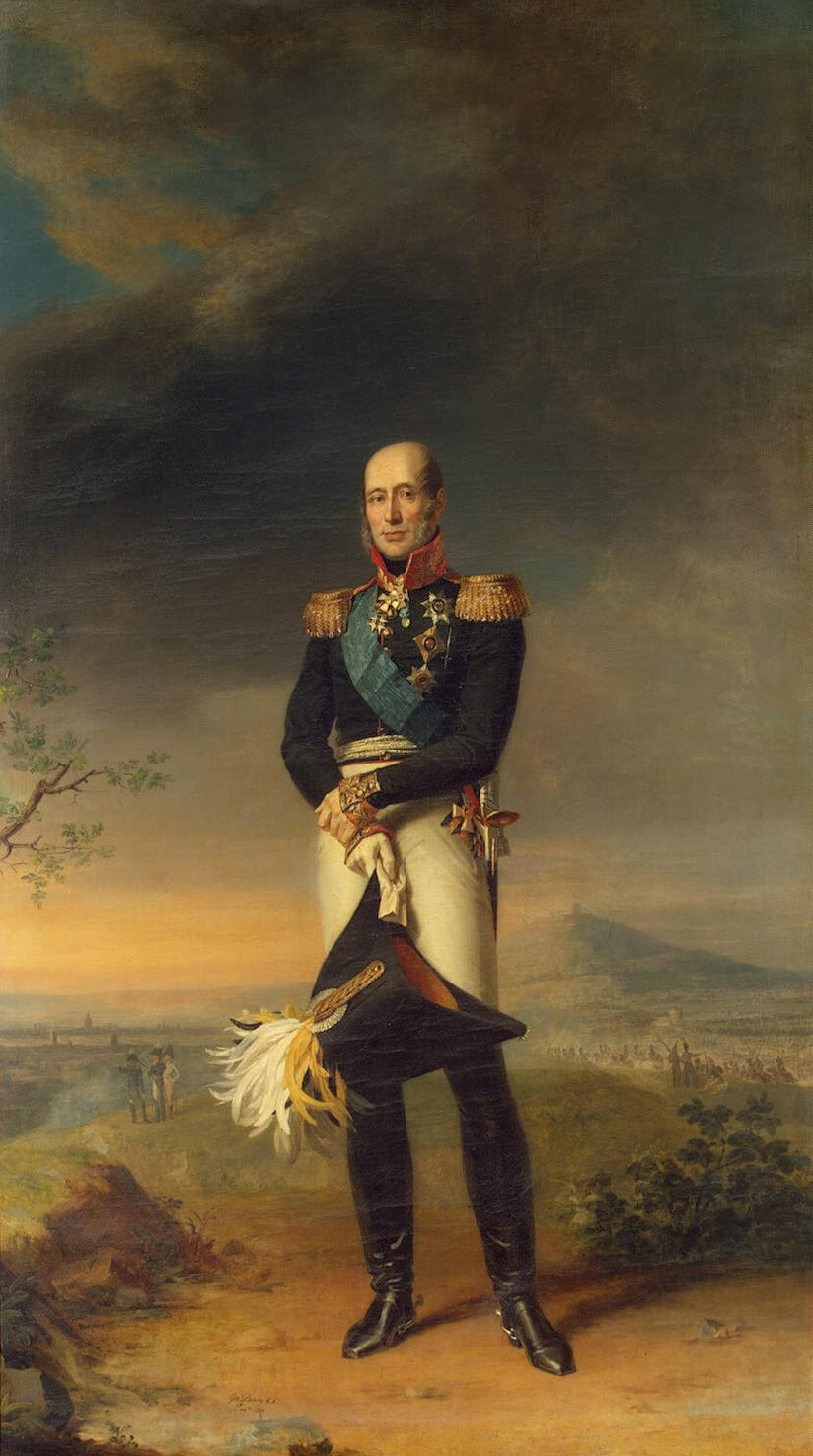
Michael Andreas Barclay de Tolly
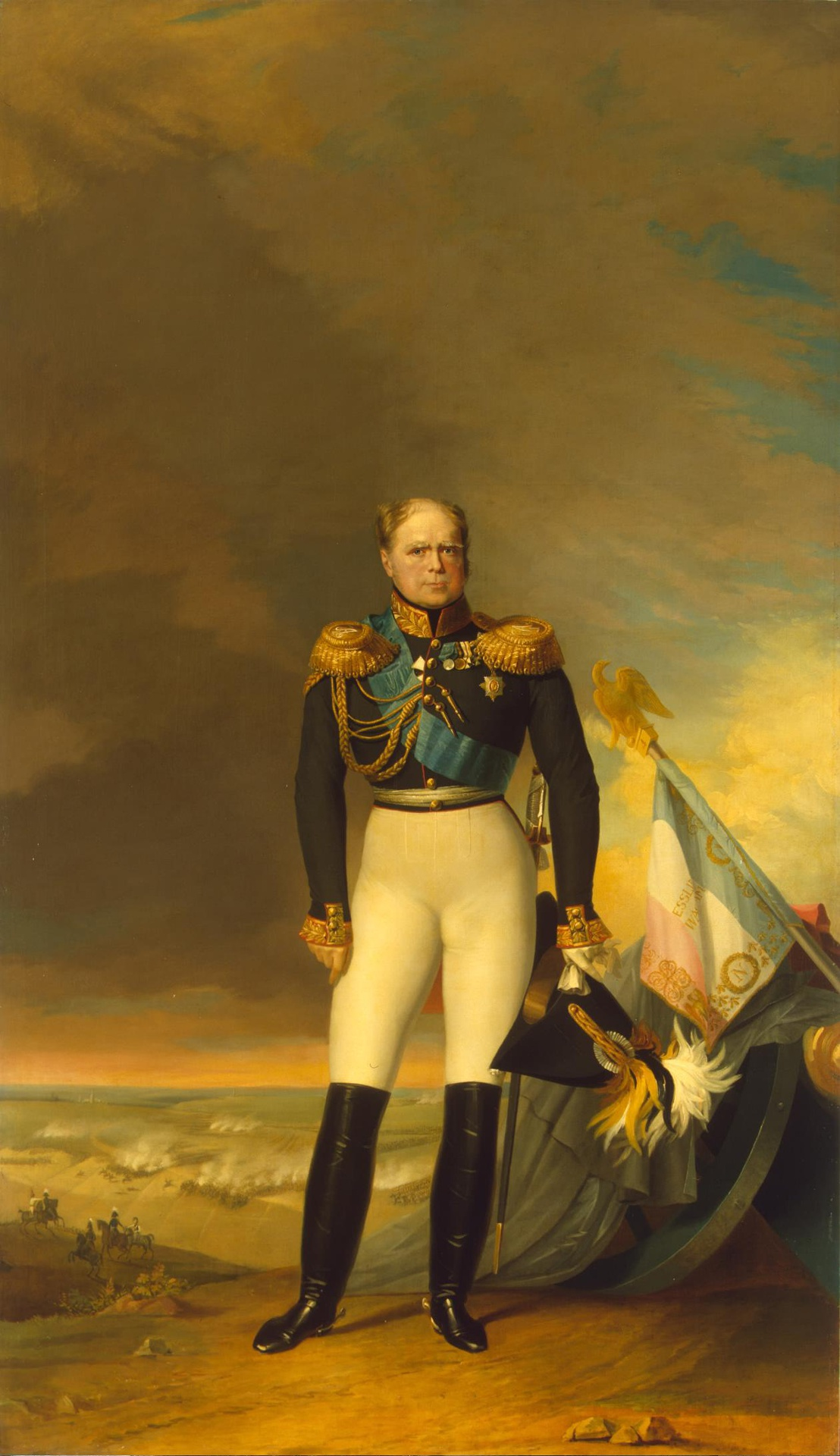
Gran Duque Constantino Pavlovich de Rusia
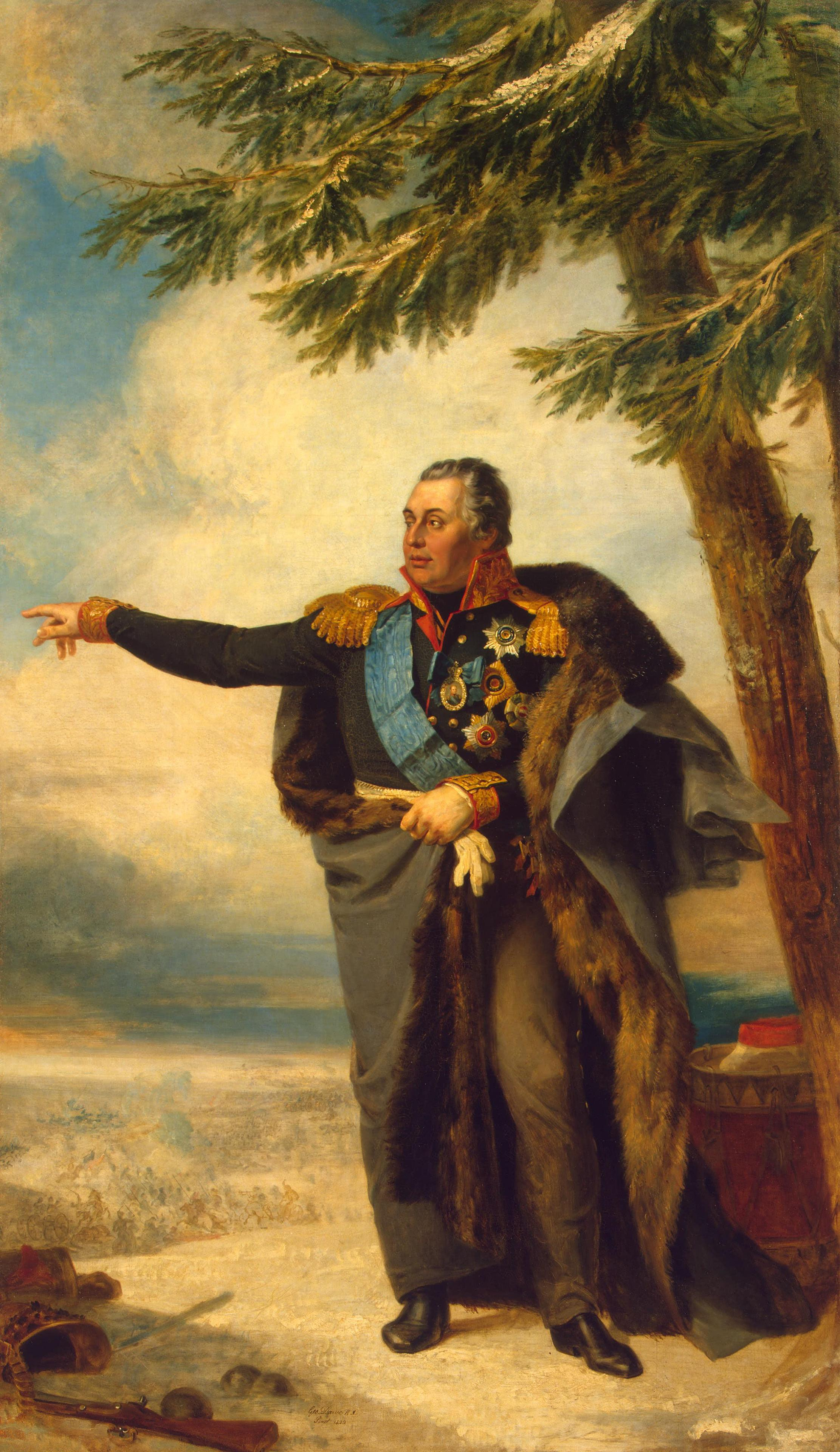
Mijaíl Kutuzov
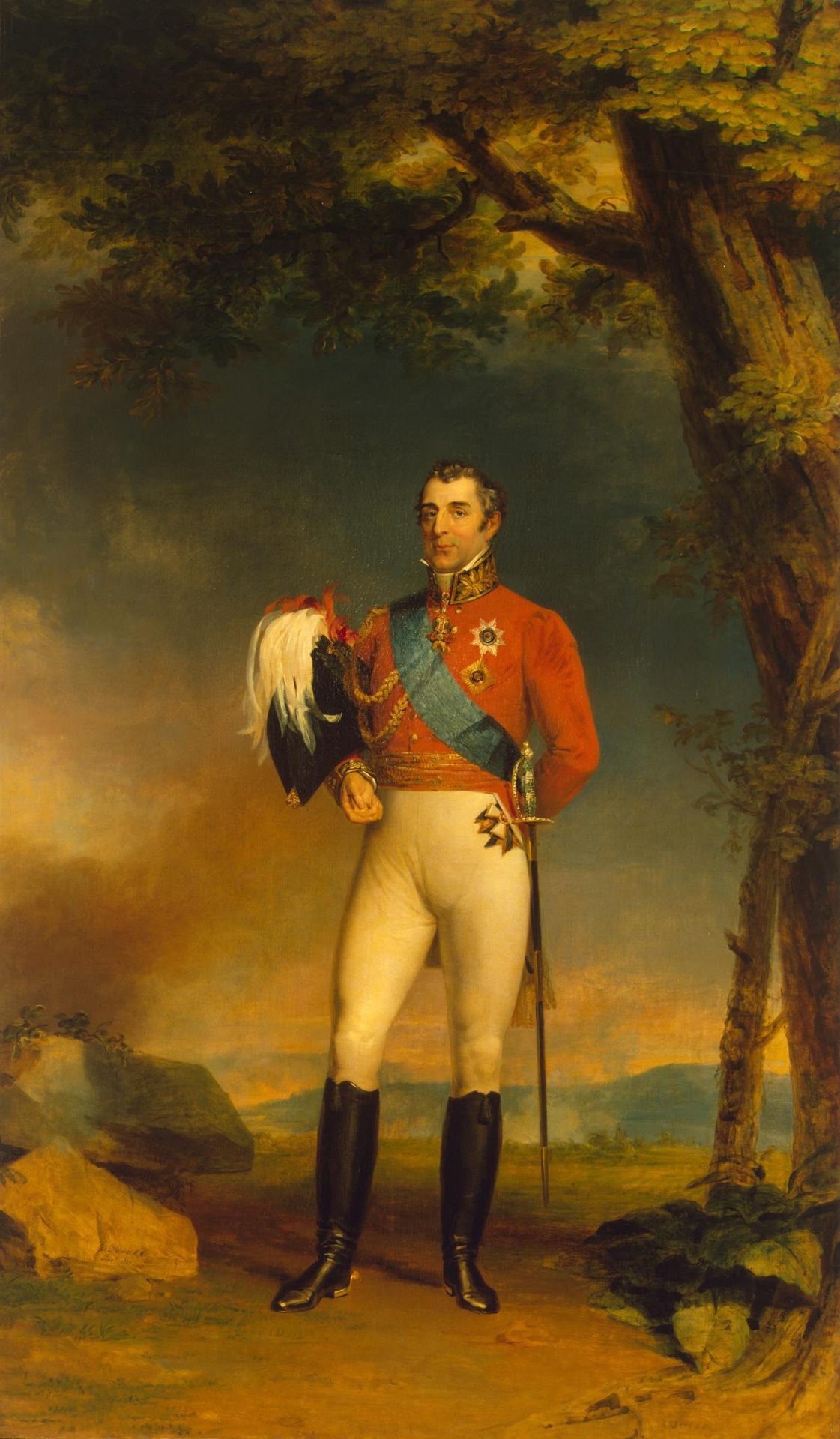
Arthur Wellesley, 1º Duque de Wellington
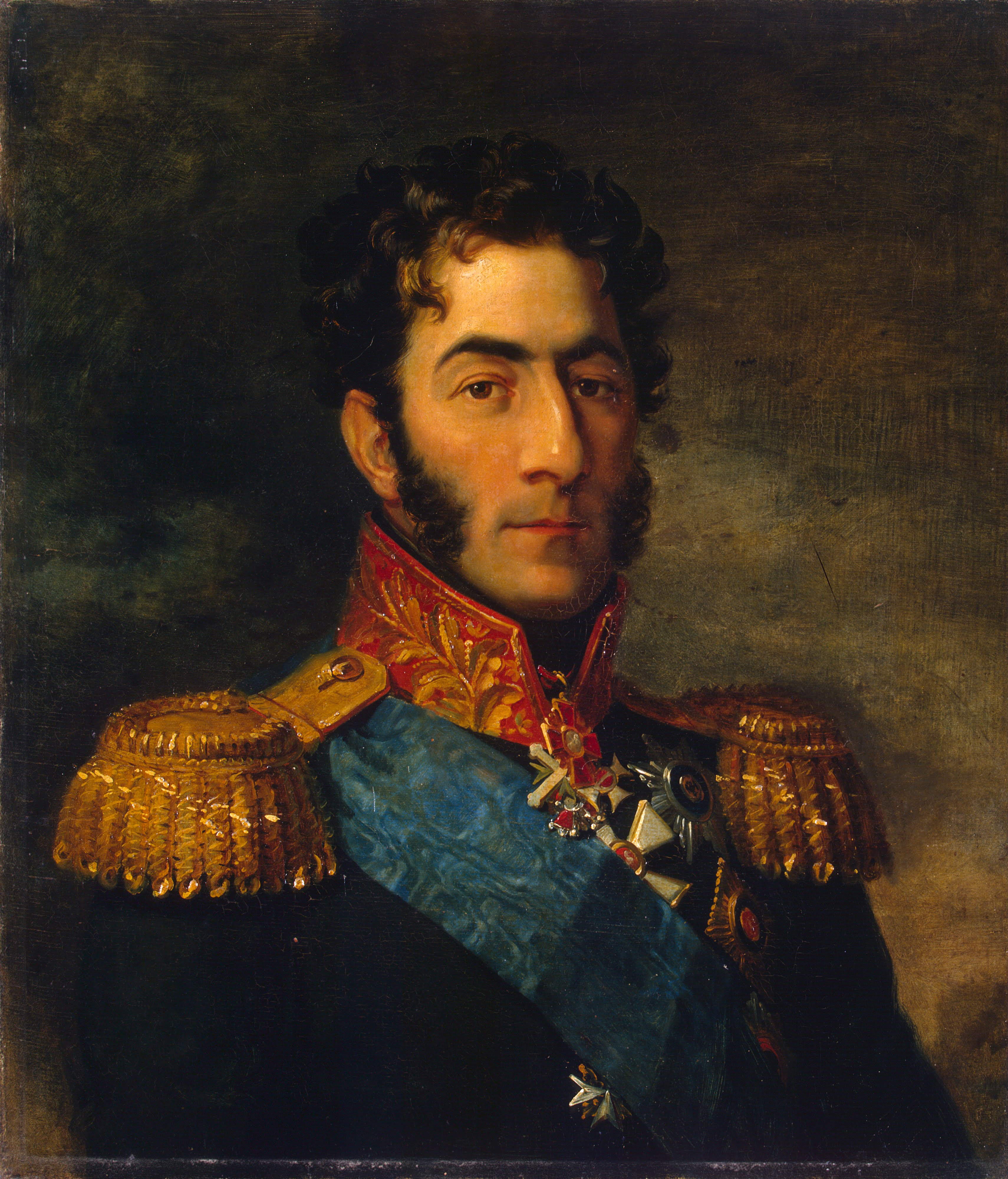
Piotr Bagration
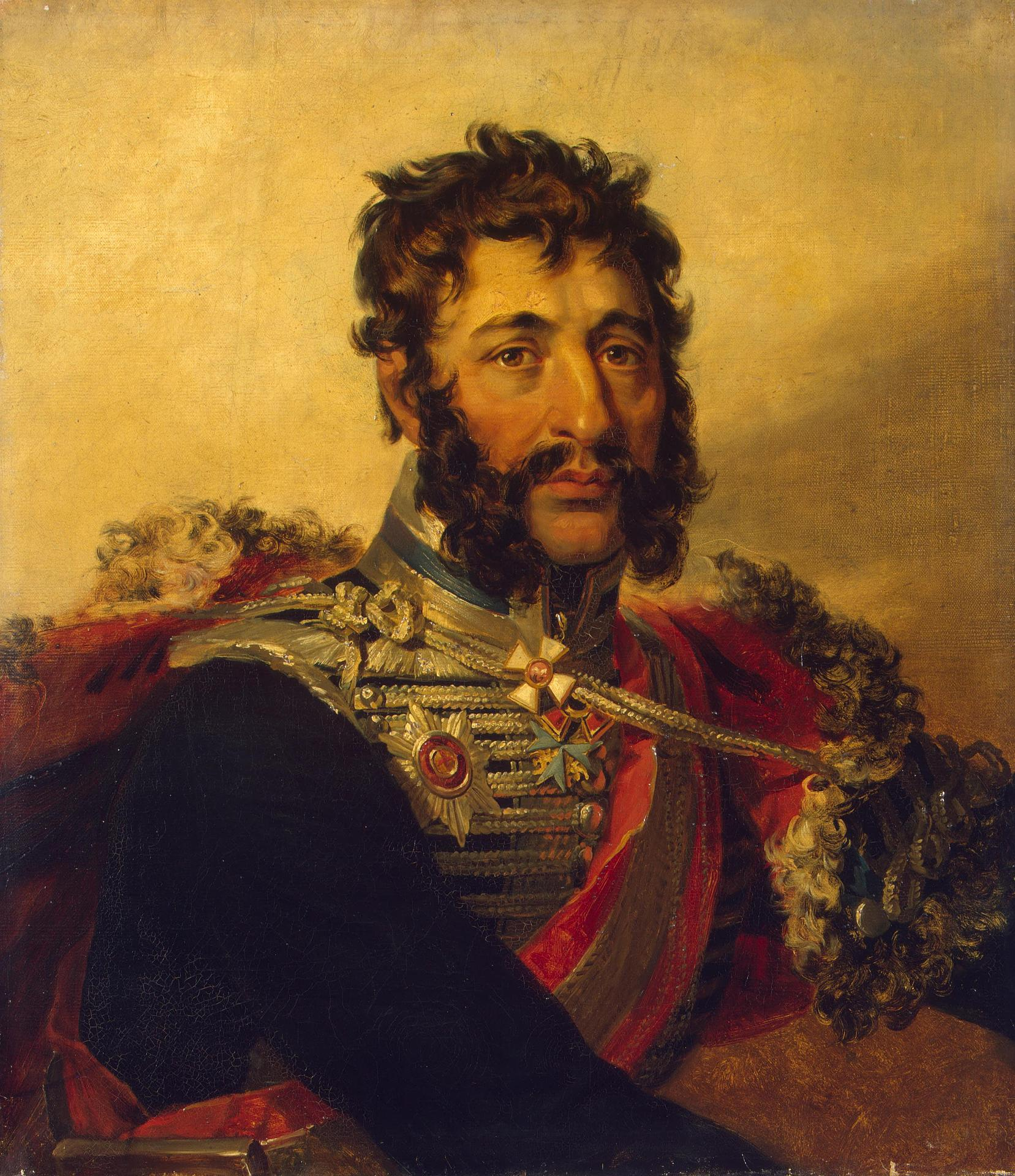
Yakov Kulnev
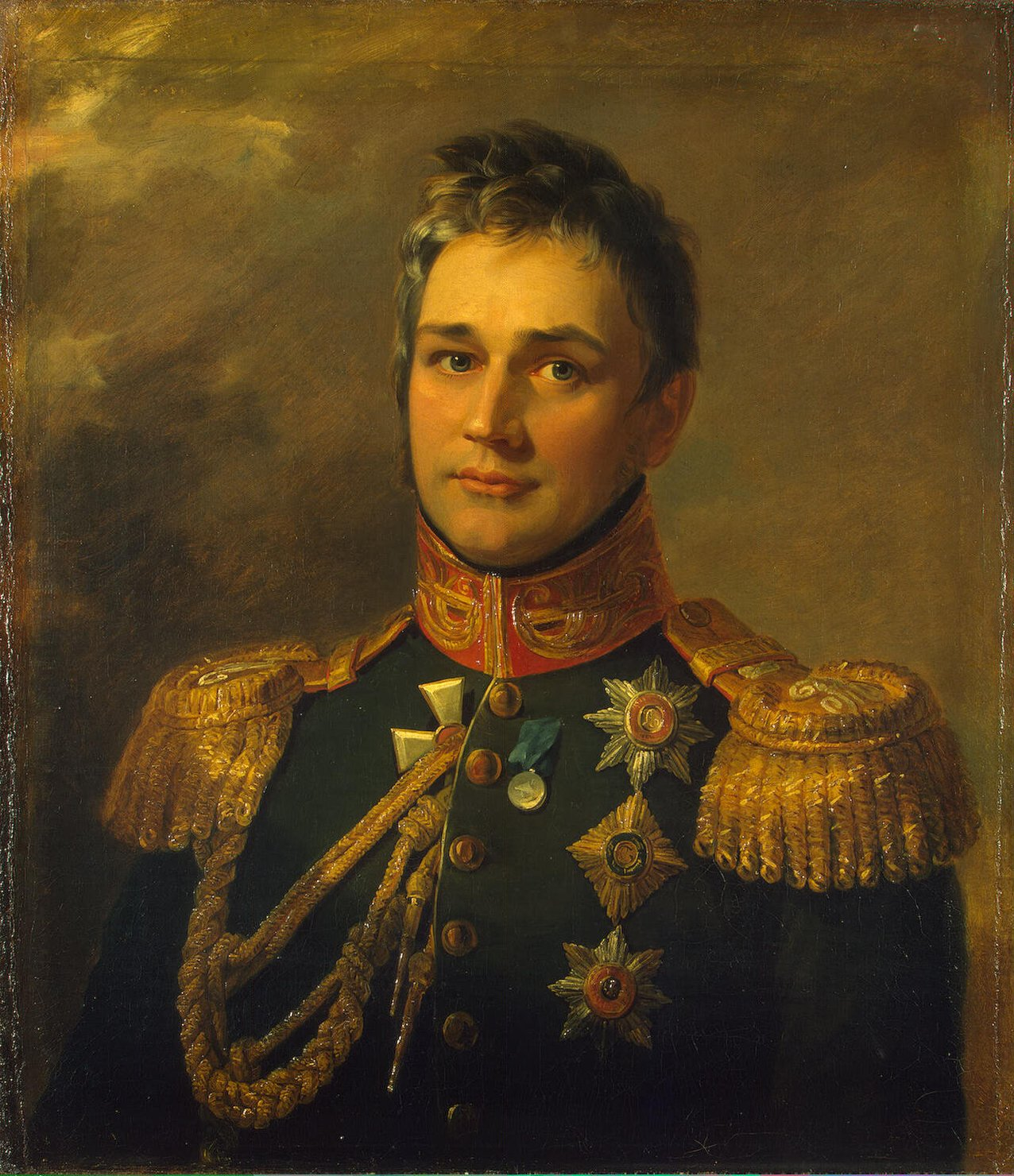
Mijaíl Vorontsov
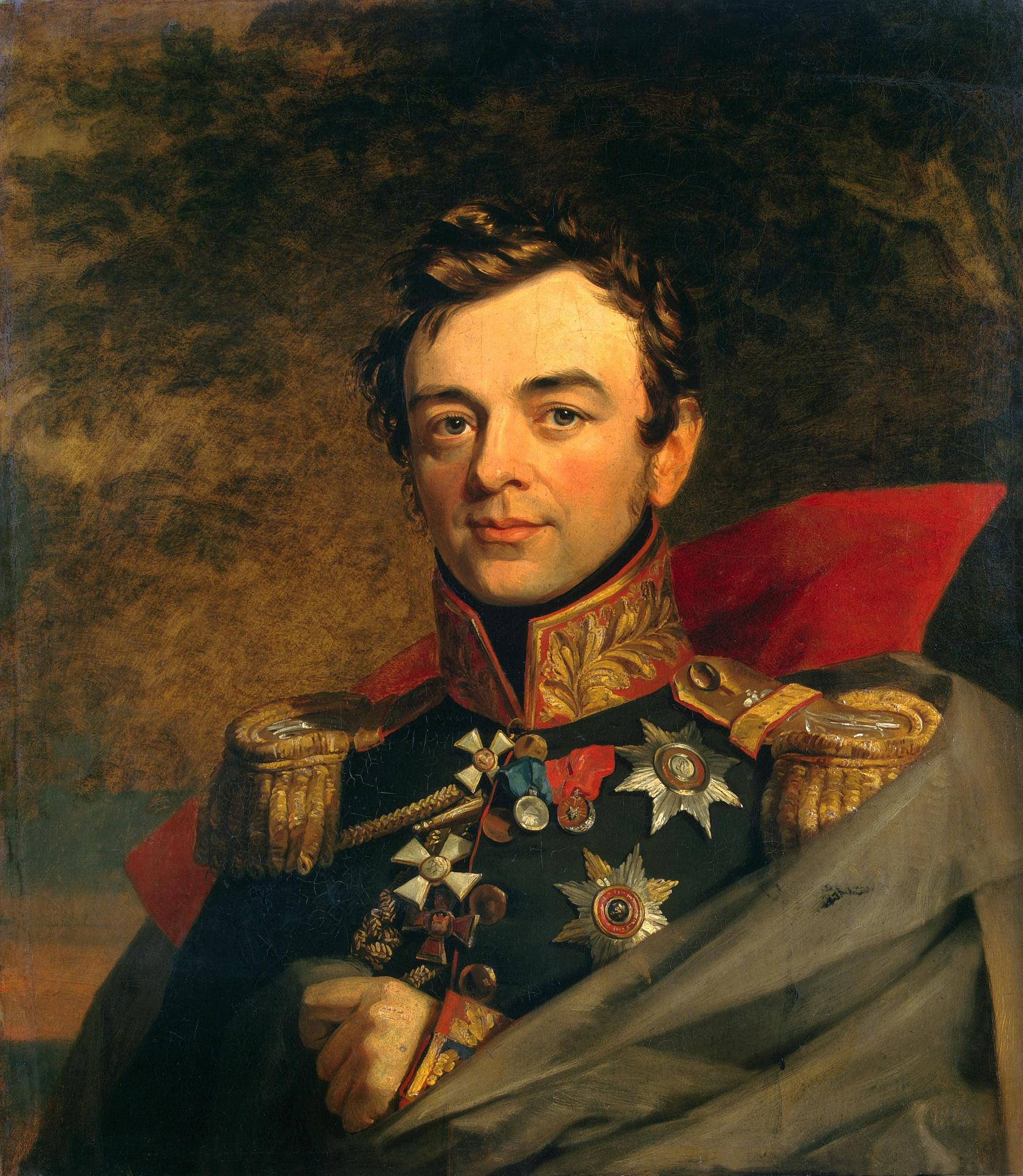
Ivan Paskevich
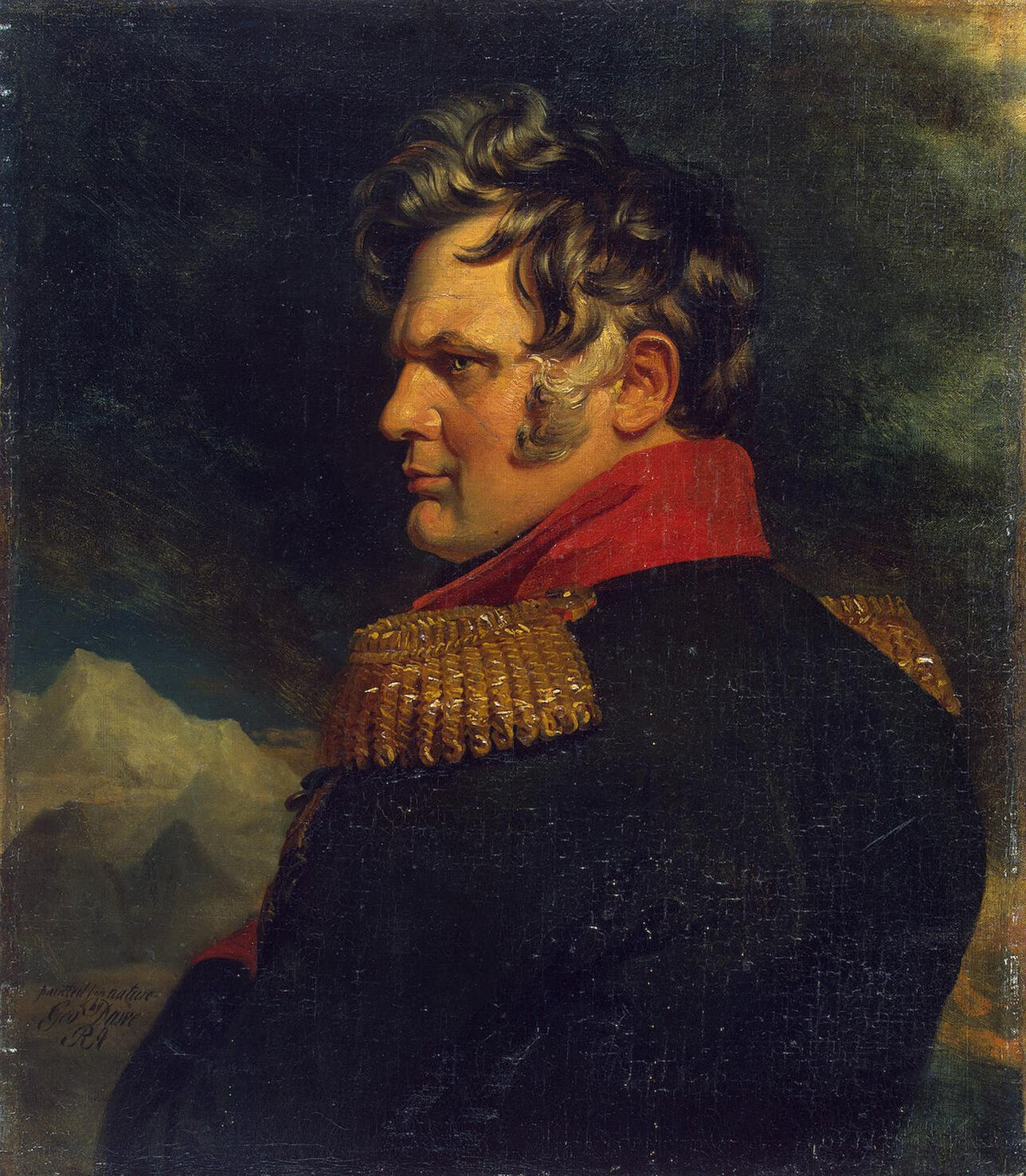
Alekséi Yermólov
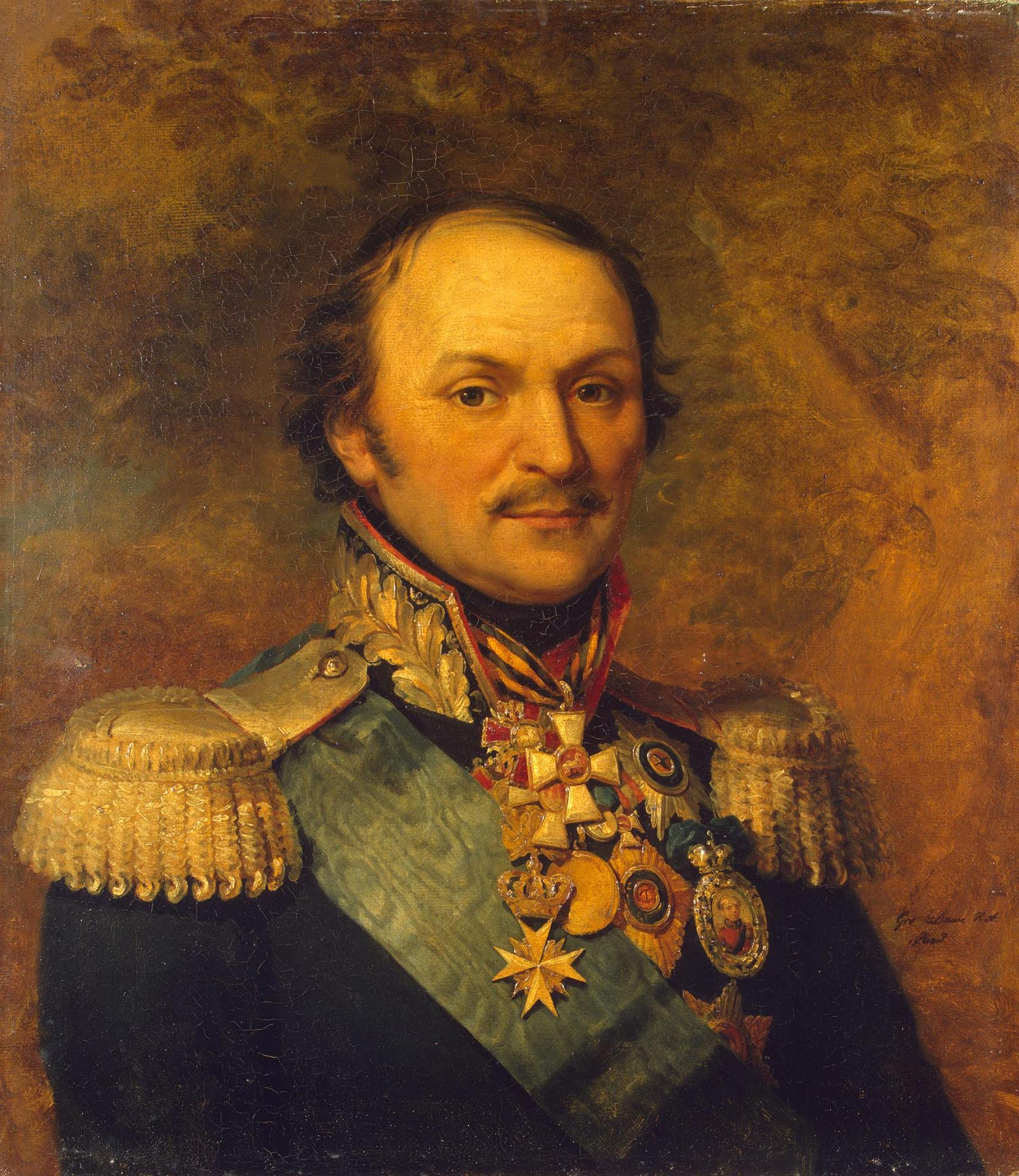
Matvéi Plátov
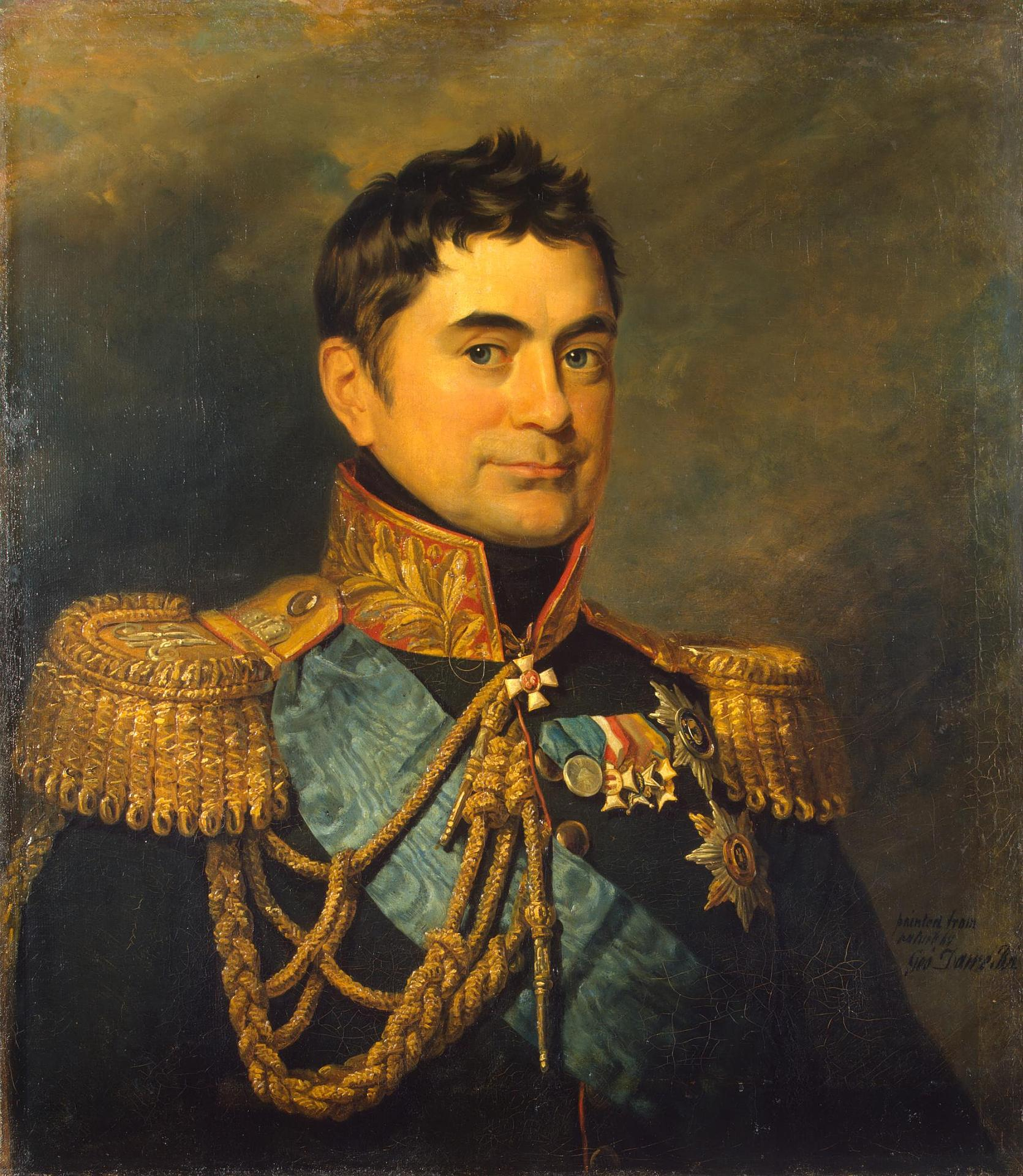
Peter Volkonsky
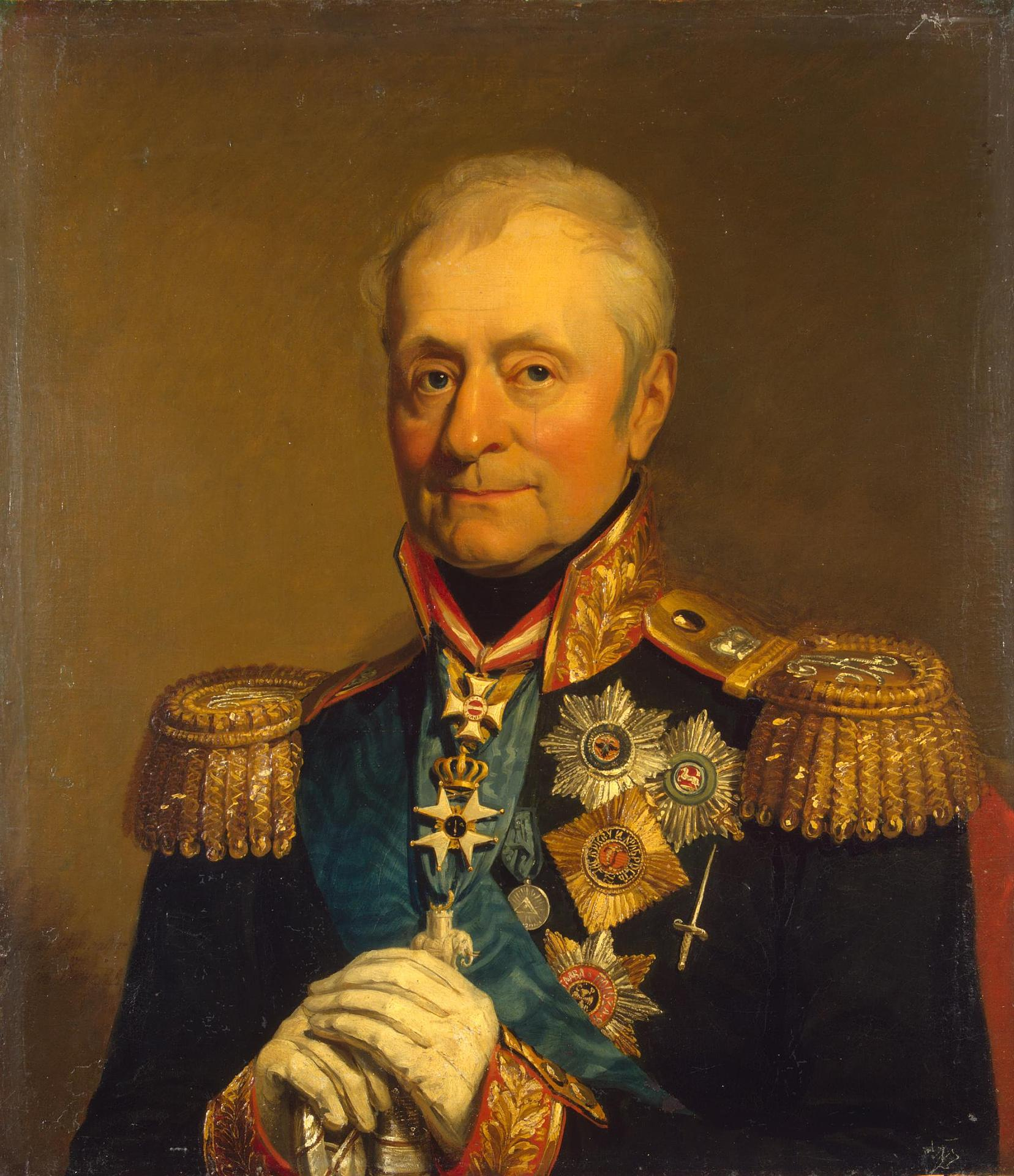
Levin August von Bennigsen
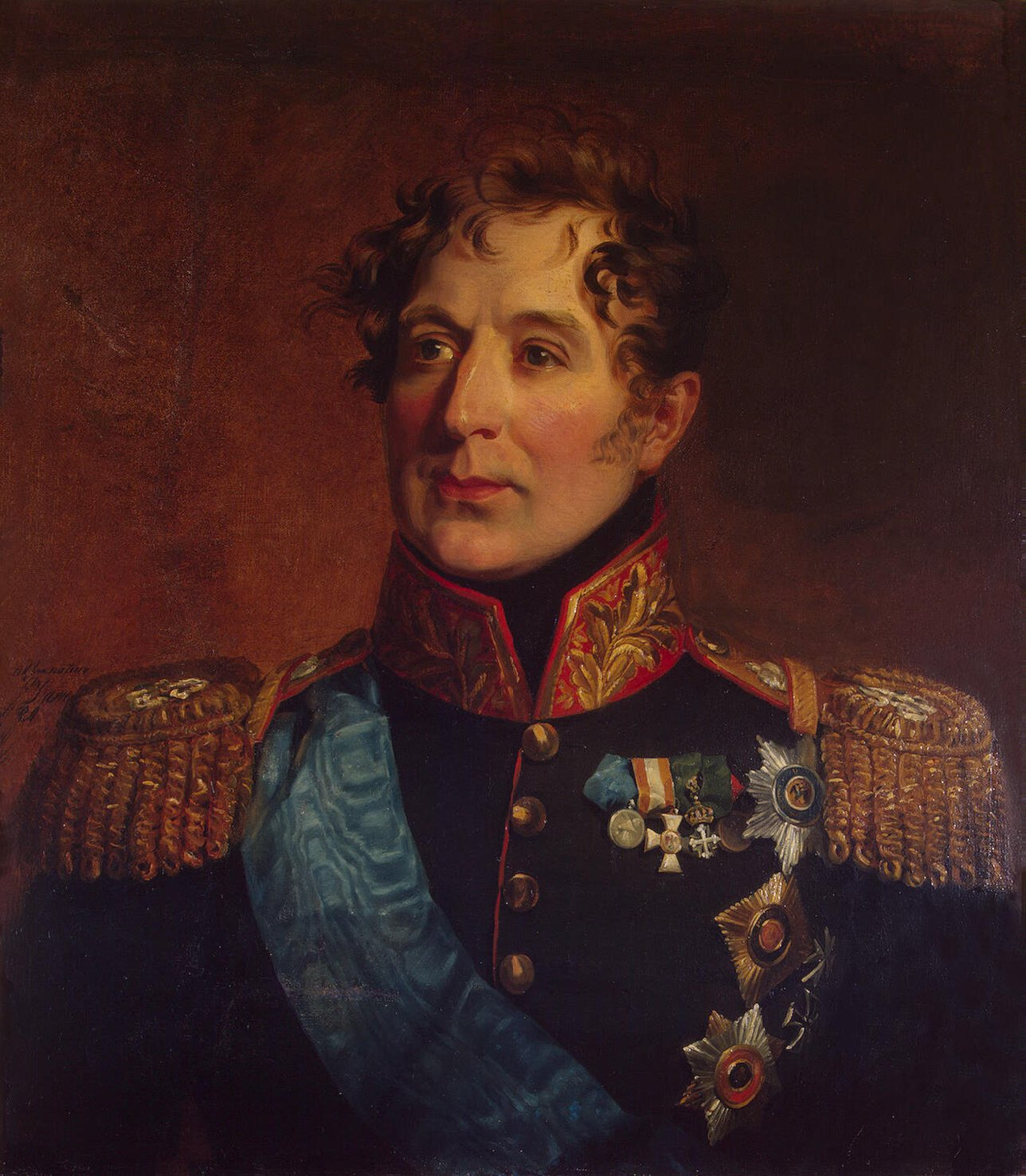
Mijaíl Milorádovich
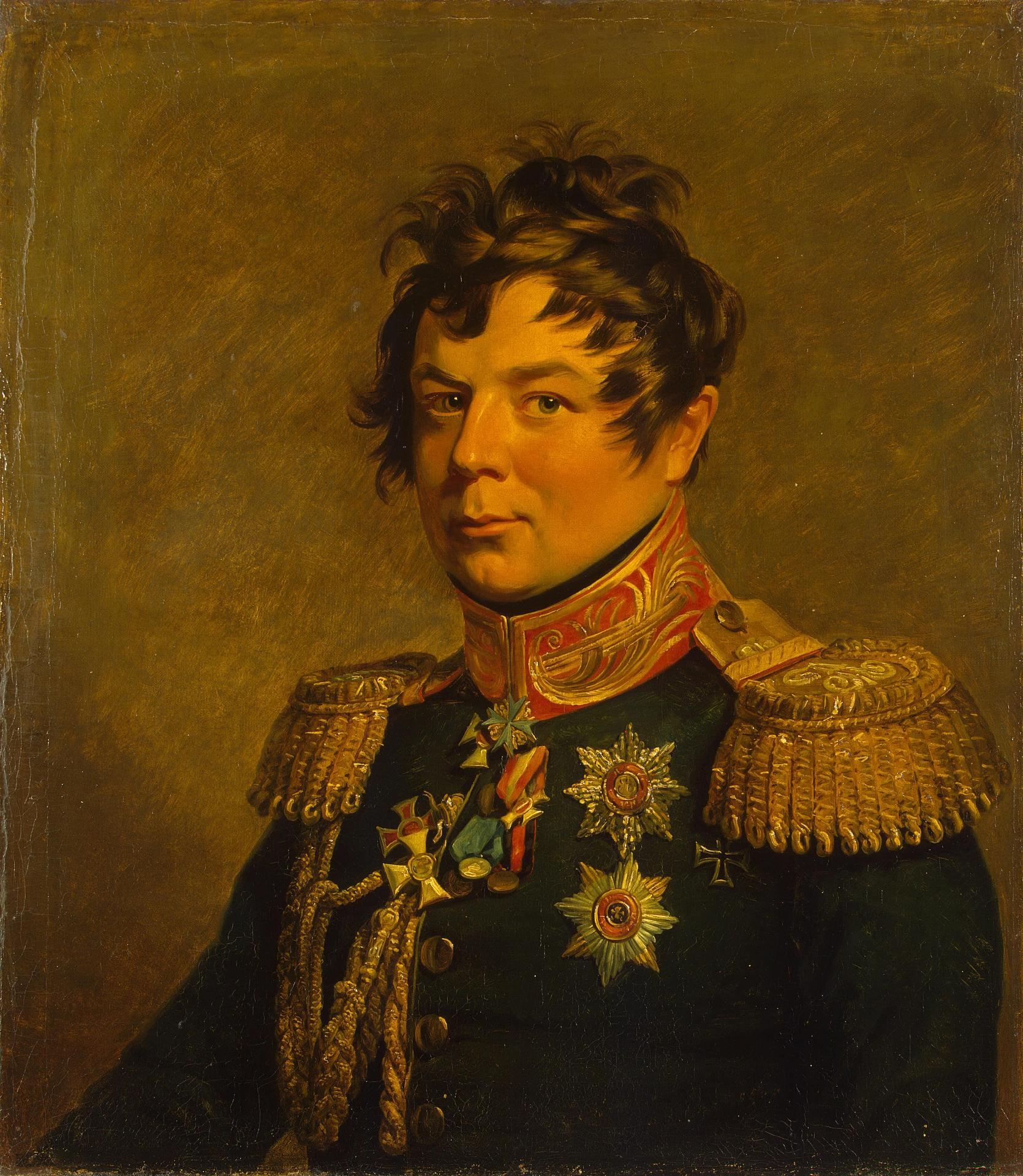
Hans Karl von Diebitsch
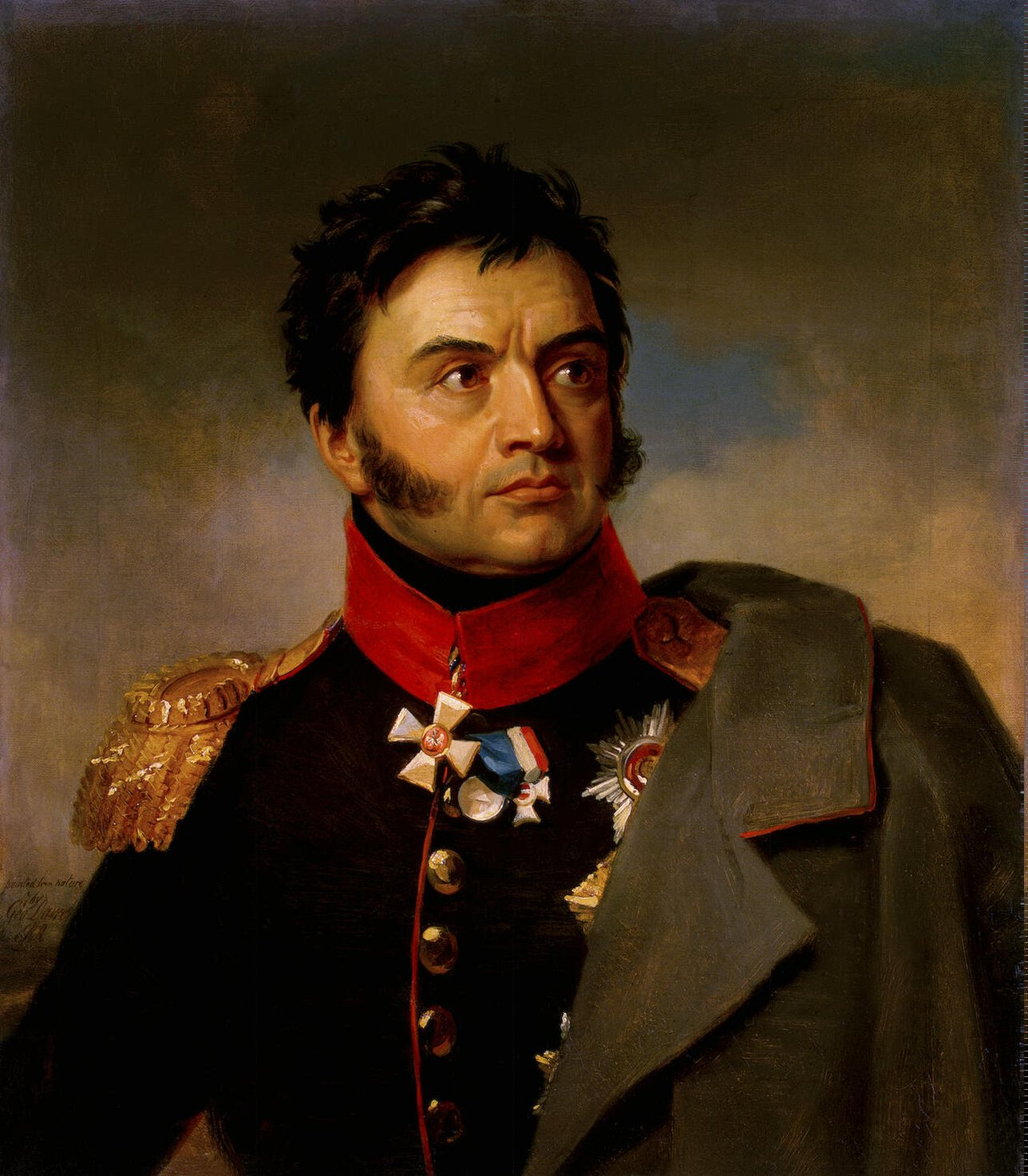
Nikolái Rayevski
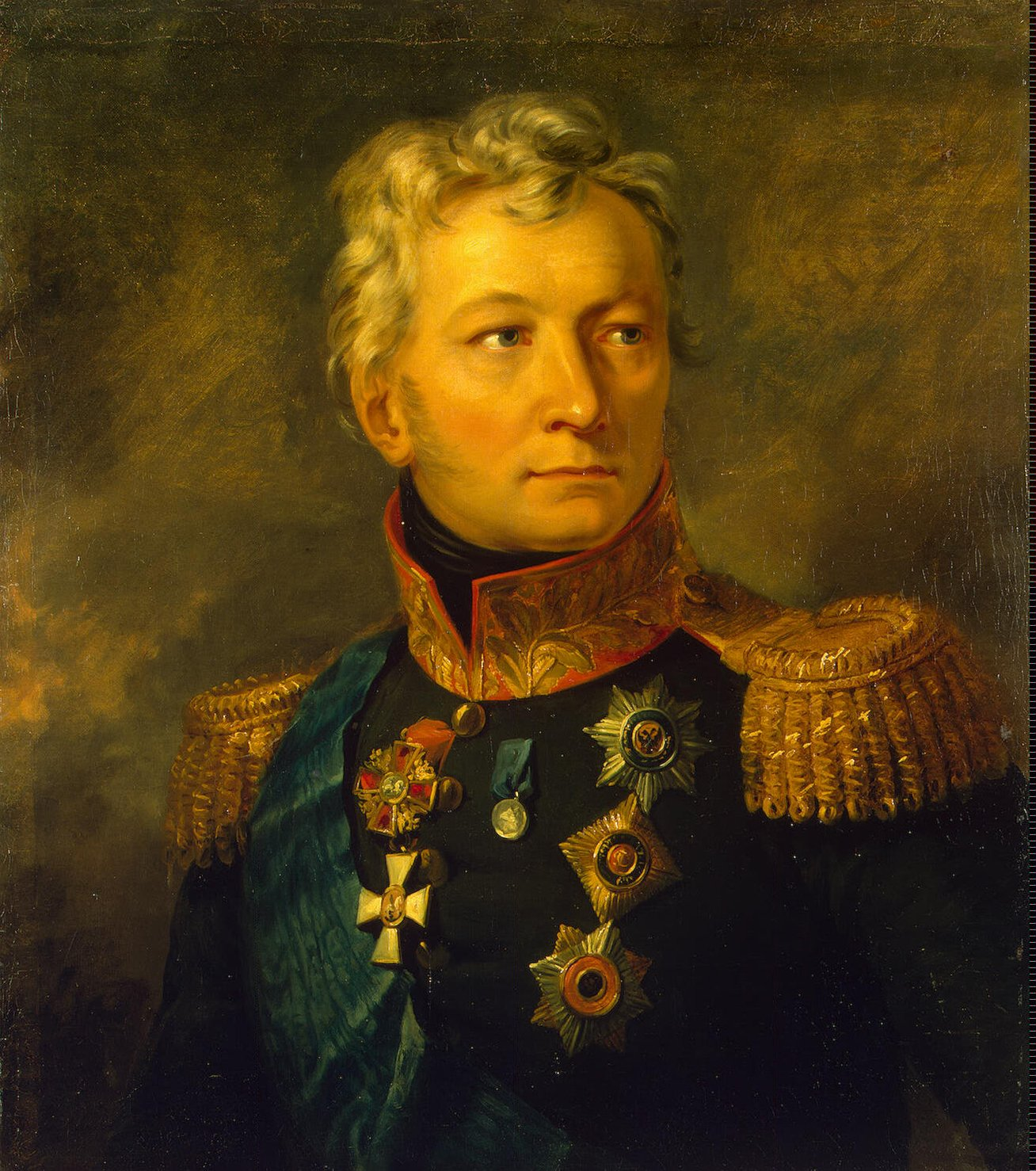
Alexander Tormasov
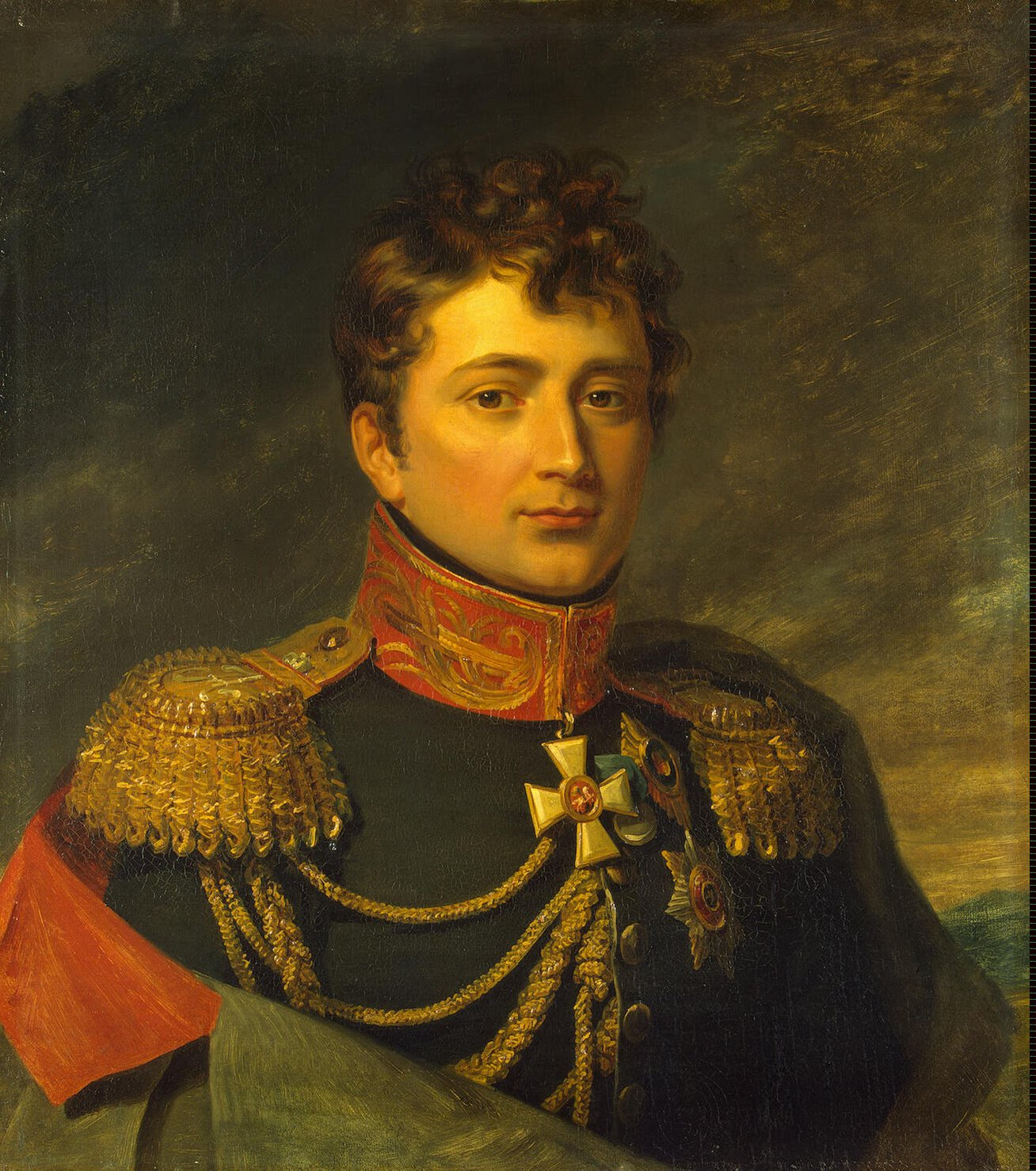
Guillaume de Saint-Priest
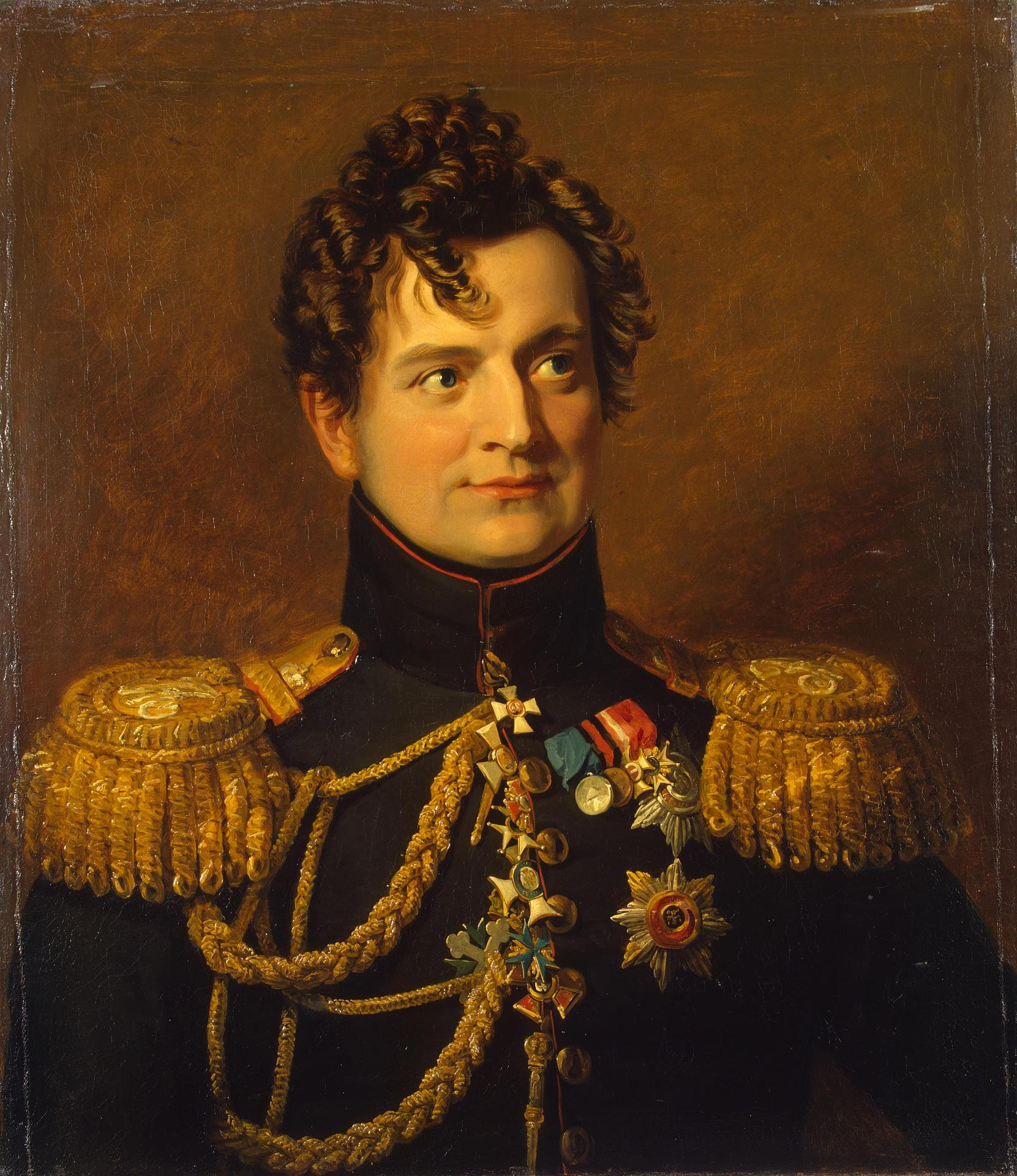
Adam Ożarowski
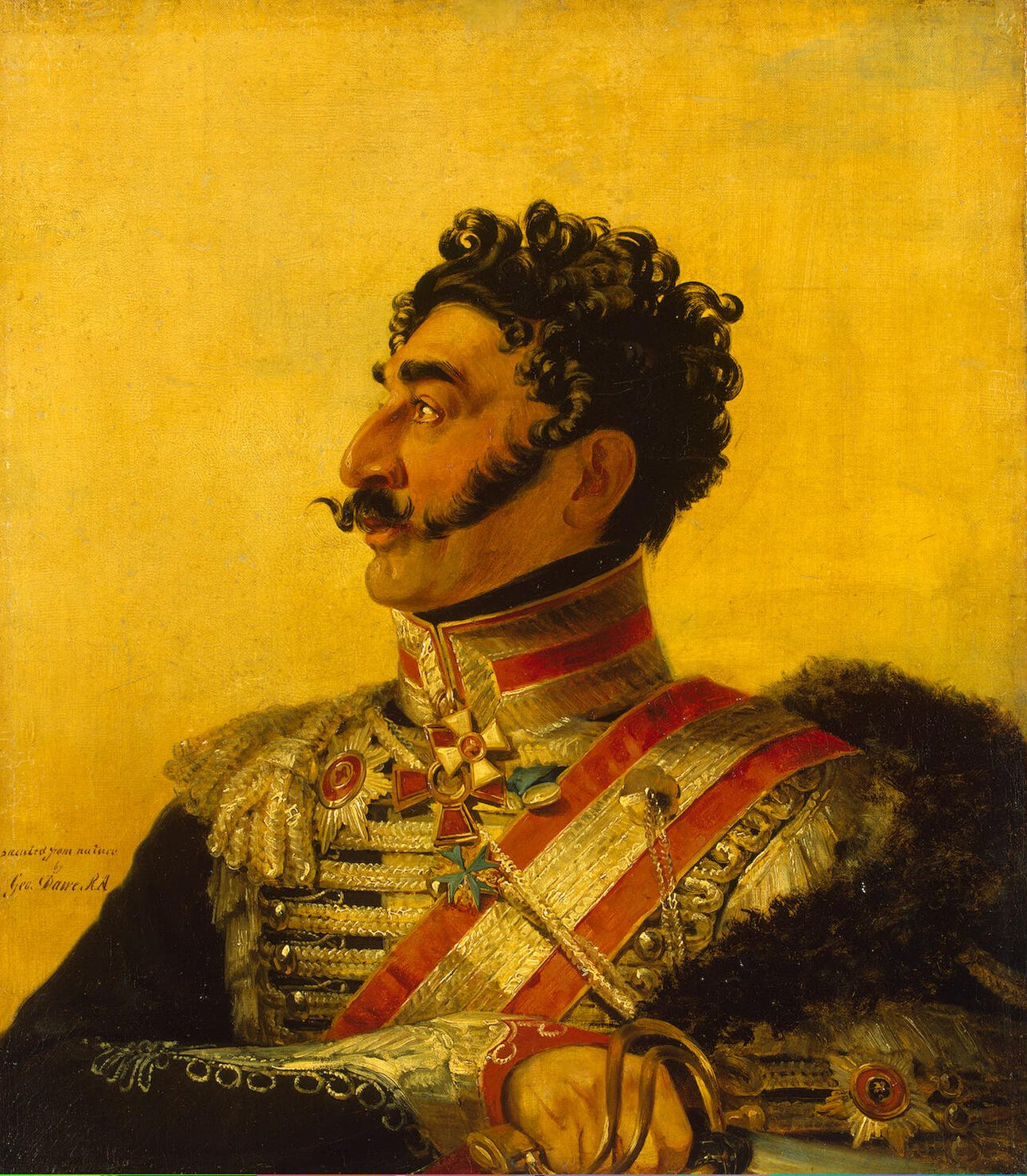
Valerian Madatov
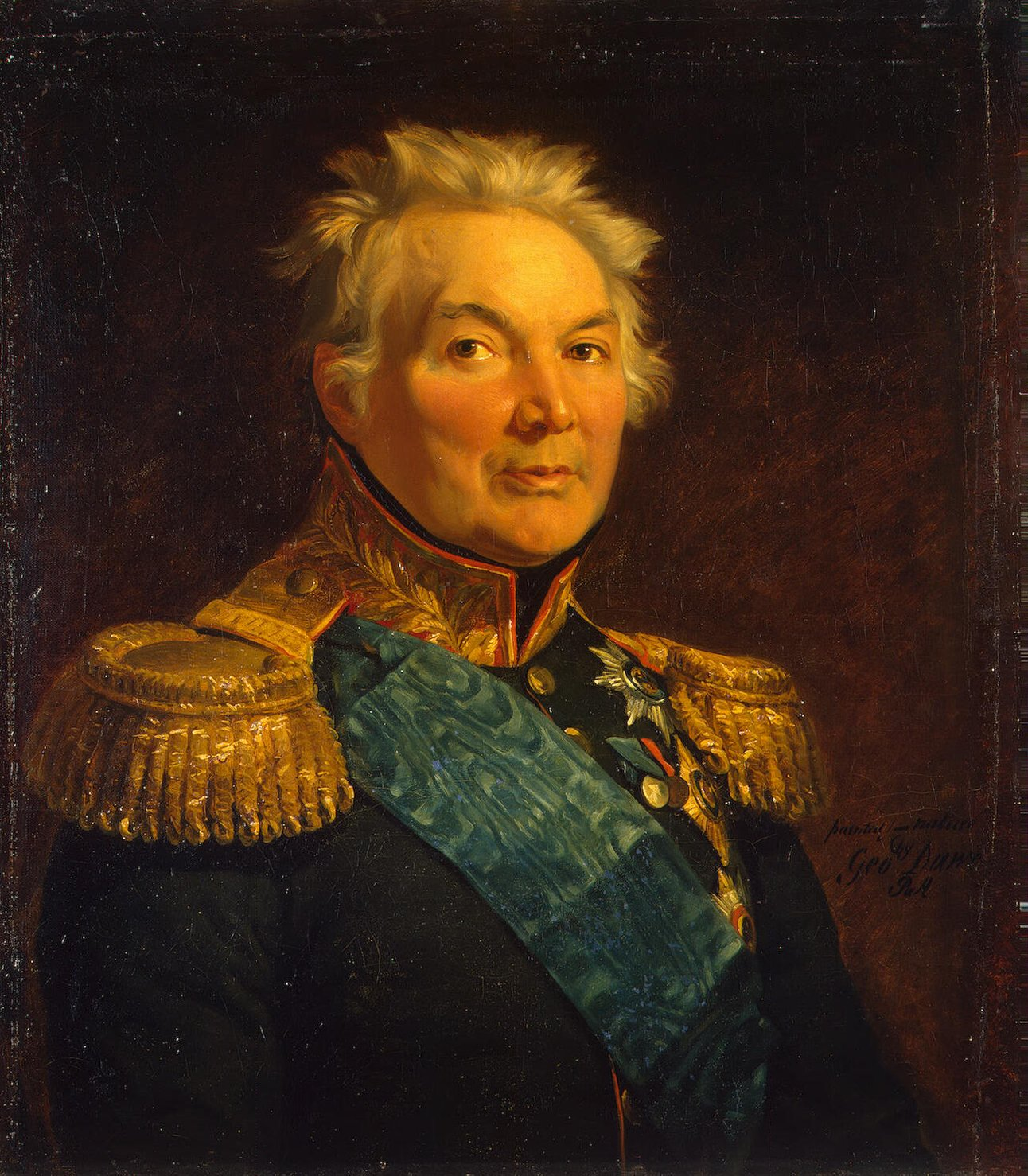
Fabian Wilhelm von Osten-Sacken
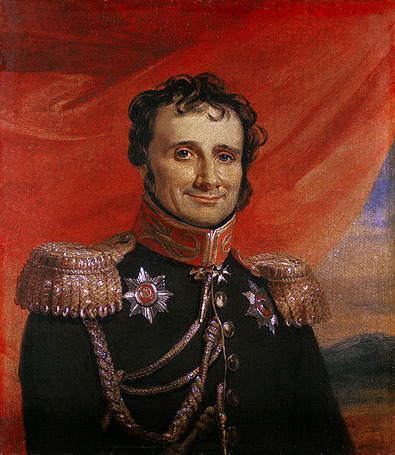
Antoine-Henri Jomini
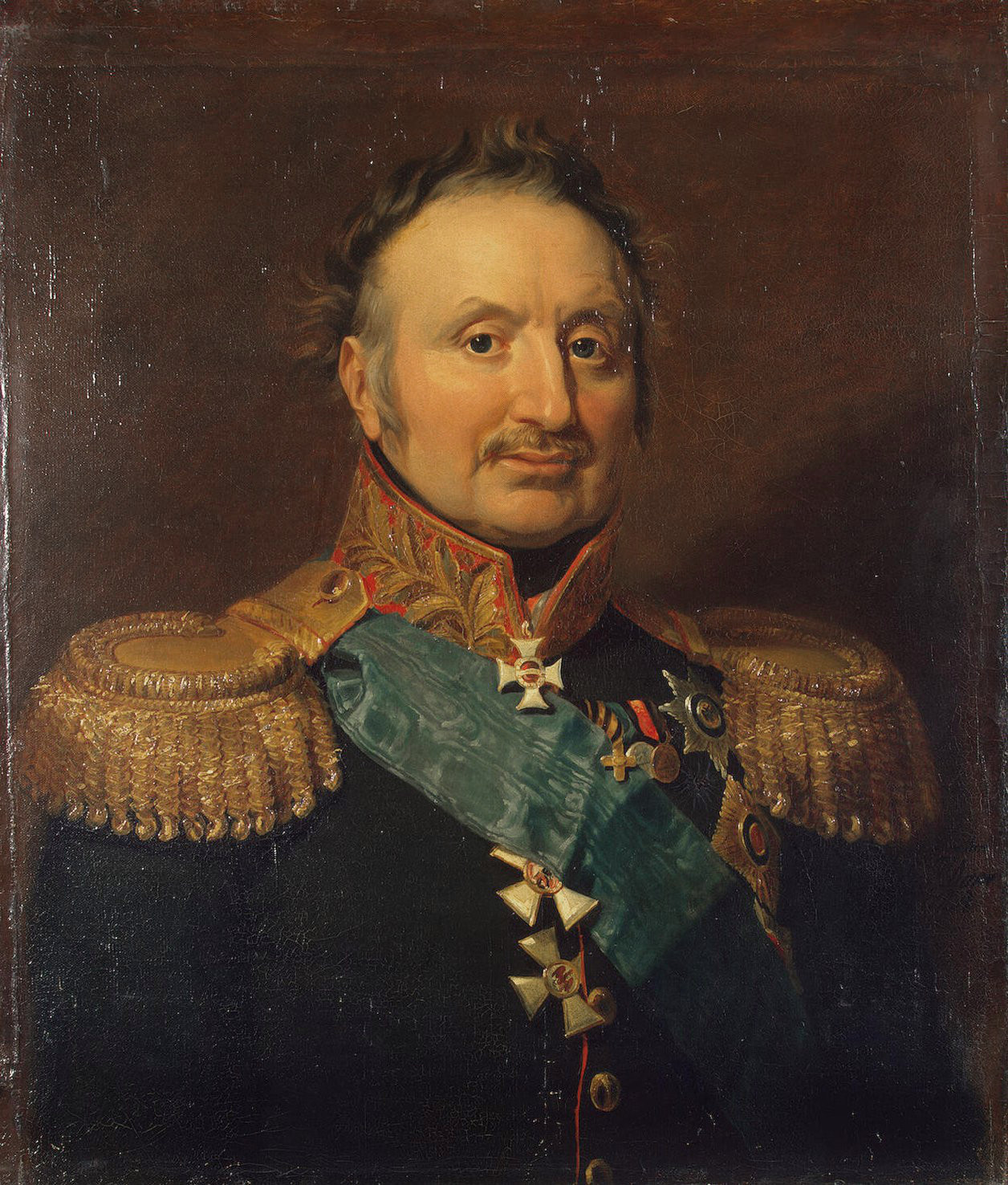
Peter von Wittgenstein
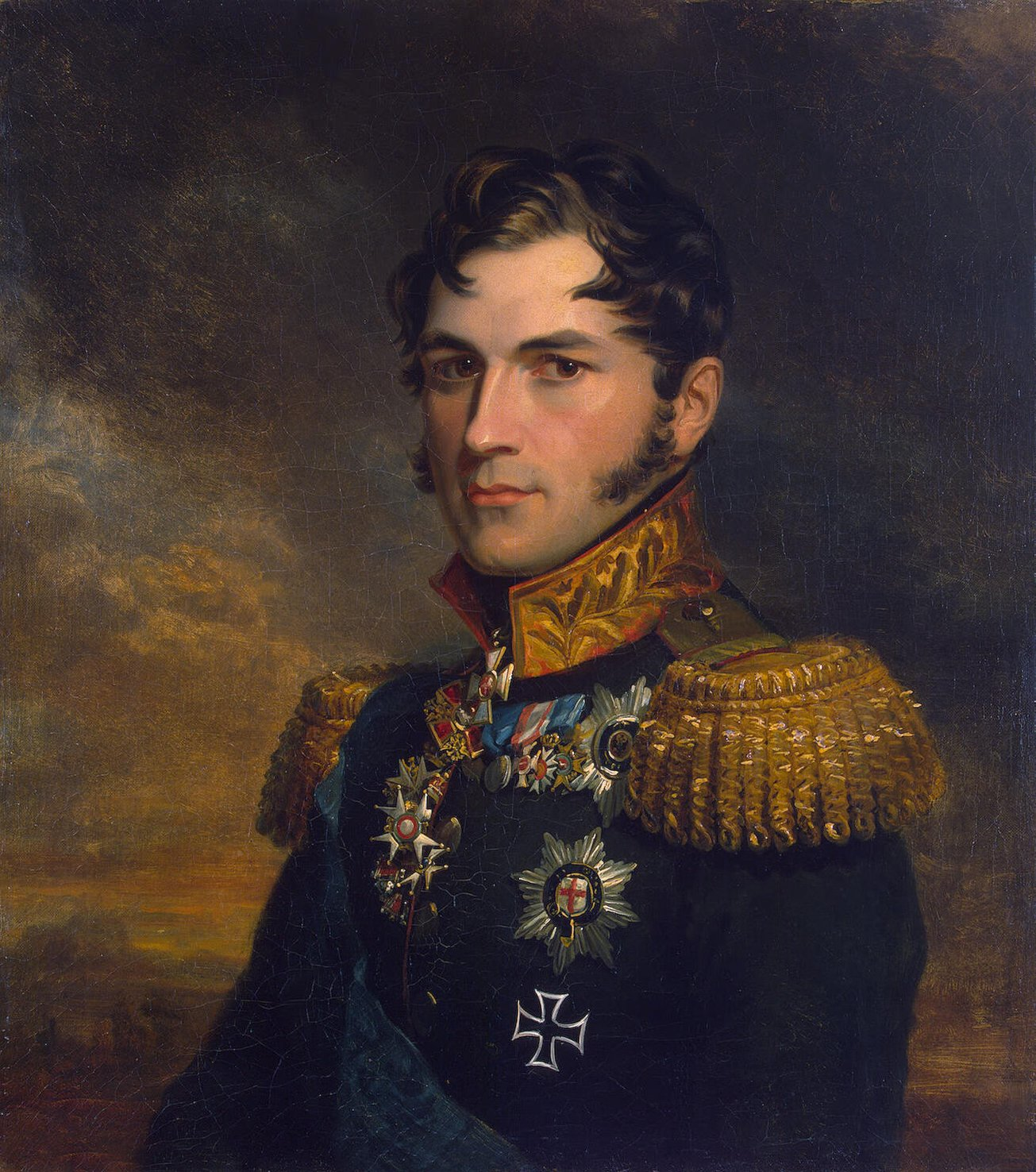
Leopoldo de Sajonia-Coburgo
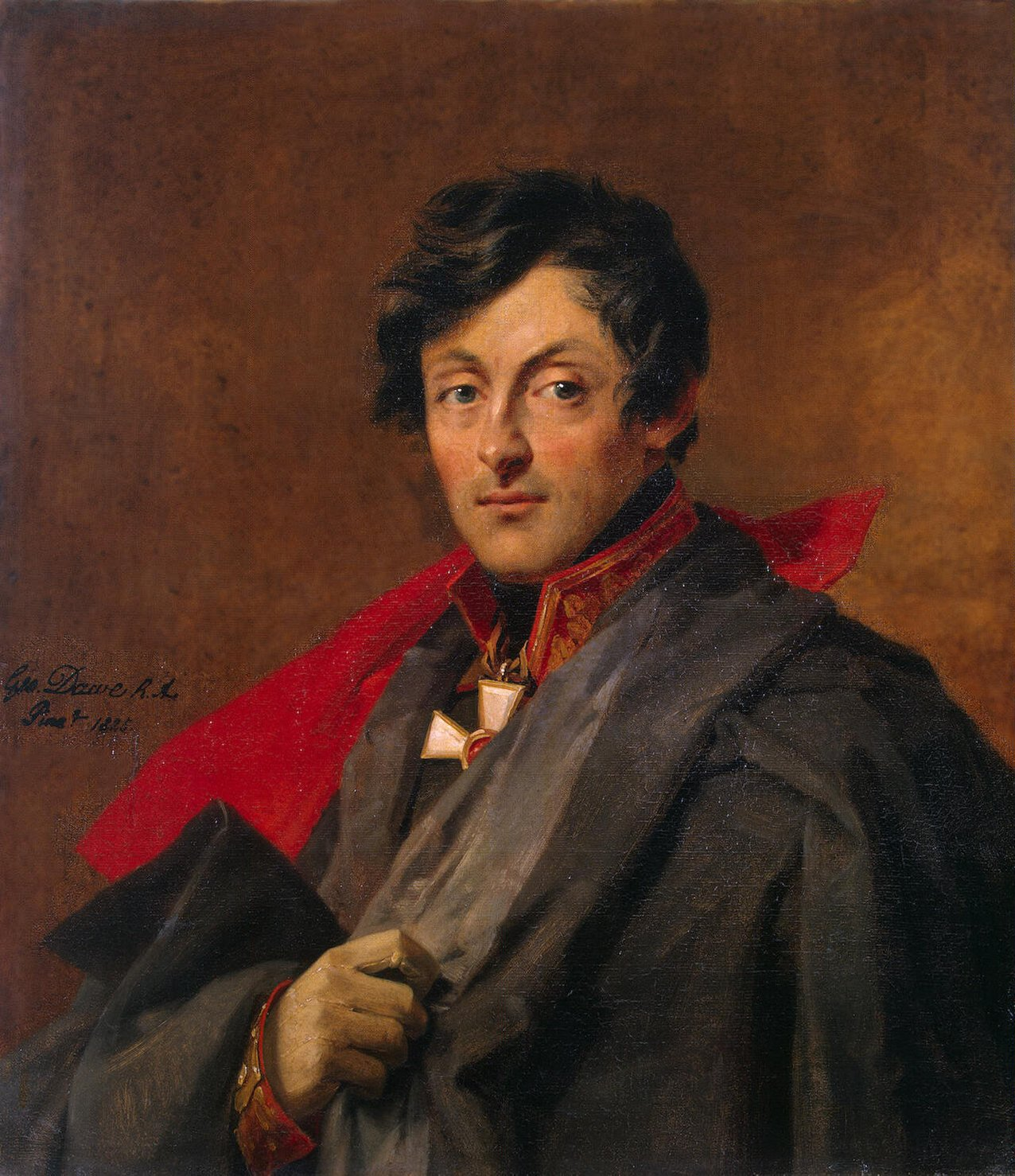
Alexander Ivanovich Ostermann-Tolstoi